# Cauldron II: The Pumpkin Strikes Back
Cauldron II: The Pumpkin Strikes Back (lett. "la zucca contrattacca") è un videogioco di avventura dinamica a piattaforme pubblicato nel 1986 per Amstrad CPC, Commodore 64 e ZX Spectrum dalla Palace Software. È il seguito di Cauldron (1985) e ha per protagonista una zucca di Halloween animata, in lotta contro la strega che era invece protagonista nel primo capitolo contro le zucche. Come il predecessore, Cauldron II ricevette molti buoni giudizi dalla critica, che a volte ne evidenziò anche l'alta difficoltà.
Ci fu un ulteriore seguito con Super Cauldron nel 1992.

## Modalità di gioco
Il gioco si svolge nel castello della strega, un grande ambiente bidimensionale da esplorare, composto da 128 stanze con visuale laterale fissa, collegate in orizzontale e verticale. Nel complesso lo scenario ha veramente la forma di un castello con molti piani e molte torri dai tetti a punta, simile a quello sul logo della Palace Software.
Il giocatore controlla la zucca con un metodo di controllo originale e non immediato da padroneggiare. La zucca saltella incessantemente, rimbalzando su pavimenti e pareti, e solo nel momento in cui rimbalza la si può direzionare, mentre in volo non si può influire sulla traiettoria. Si può saltare in verticale sul posto o nelle due direzioni laterali e variare fra tre differenti ampiezze di salto. La zucca ha a disposizione più vite e l'energia di ciascuna vita, misurata in percentuale; ogni volta che si perde una vita due ritratti della strega, mostrati in alto accanto a punteggio e statistiche, ridacchiano rumorosamente.
L'avventura comincia da una posizione scelta casualmente tra alcuni punti differenti del castello, e ha come obiettivo finale la preparazione di una pozione in un calderone (cauldron in inglese), utilizzando come ingrediente una ciocca di capelli tagliata alla strega che sta dormendo nel suo letto. Per completare la missione è necessario il ritrovamento di 6 oggetti, molti dei quali forniscono anche delle abilità, come aprire le porte o proteggere da un certo tipo di nemici.
Le stanze sono dotate di mobilio che fa da ostacolo e piattaforme sospese, e sono infestate da creature nemiche varie, tra cui gobbi, ragni, topi, scheletri e, nelle zone all'aperto, pipistrelli. Il contatto con ragni giganti, scheletri e oggetti pericolosi distrugge la zucca all'istante, mentre altri mostri sottraggono un po' di energia. Si incontrano anche delle mani volanti che se toccate confondono temporaneamente il sistema di controllo. Le cadute non sono letali, anche se da molto in alto, ad esempio le gargolle muovendosi all'improvviso possono far precipitare la zucca fino alla foresta sottostante. Si possono trovare delle sfere scintillanti che ridanno energia e permettono alla zucca di sparare proiettili magici per eliminare molti tipi di nemici, ma al costo di 1% di energia a ogni colpo.